# Concord (Georgia)
Concord es un pueblo ubicado en el condado de Pike en el estado estadounidense de Georgia. En el censo de 2000, su población era de 336.

## Demografía
En el 2000 la renta per cápita promedia del hogar era de $40,795, y el ingreso promedio para una familia era de $47,250. El ingreso per cápita para la localidad era de $15,908. Los hombres tenían un ingreso per cápita de $29,167 contra $15,625 para las mujeres.

## Geografía
Concord se encuentra ubicado en las coordenadas 33°5′27″N 84°26′20″O / 33.09083, -84.43889 (34.206520, -83.461203).
Según la Oficina del Censo, la localidad tiene un área total de 2,2 km² (0,8 mi²), de la cual 2,2 km² (0,8 mi²) es tierra y 0 km² (0 mi²) (0.00%) es agua.